# Wyganowo
Wyganowo (deutsch Kuhhagen) ist ein Wohnplatz in der Woiwodschaft Westpommern in Polen. Er gehört zur Gmina Karlino (Stadt- und Landgemeinde Körlin) im Powiat Białogardzki (Belgarder Kreis). 

## Geographische Lage
Der Wohnplatz liegt in Hinterpommern, etwa 120 km nordöstlich von Stettin. Etwa 3 km südlich liegt das Dorf Mierzyn (Alt Marrin), etwa 6 km südöstlich das Dorf Ubysławice (Rüwolsdorf). 

## Geschichte
Bereits aus dem Jahre 1305 stammt die erste Erwähnung als Kohaghen, das damals wohl ein durch deutsche Besiedlung entstandenes Hagenhufendorf war, ebenso wie die unweit gelegenen Dörfer Kordeshagen und Schulzenhagen. Kuhhagen gehörte lange Zeit den jeweiligen Besitzern von Alt Marrin. Diese beseitigten im 17. oder 18. Jahrhundert die Bauernstellen und wandelten den Ort in einen Gutsbetrieb um, der als Vorwerk von Alt Marrin bewirtschaftet wurde. 
Später, nach 1774, wurde Kuhhagen mit Hilfe von Gnadengeldern des preußischen Königs noch einmal durch Ansetzen von zwei Bauern, vier Kossäthen und zwei Büdnern erweitert. Im Rahmen der Regulierung der gutsherrlichen und bäuerlichen Verhältnisse (siehe Preußische Agrarverfassung) wurden diese acht Hofstellen um das Jahr 1836 aber nach Rüwolsdorf umgesetzt, so dass Kuhhagen erneut ein reiner Gutsbetrieb war. 
Kuhhagen gehörte zu dem im 19. Jahrhundert gebildeten Gutsbezirk Alt Marrin. Mit der Auflösung der Gutsbezirke in Preußen wurde dieser Gutsbezirk im Jahre 1929 in die Landgemeinde Rüwolsdorf eingemeindet. Als Teil der Landgemeinde Rüwolsdorf gehörte Kuhhagen bis 1945 zum Landkreis Kolberg-Körlin in der preußischen Provinz Pommern. 
1945 kam der Ort, wie ganz Hinterpommern, an Polen. Die Bevölkerung wurde durch Polen ersetzt. Kuhhagen hat wohl den polnischen Namen „Wyganowo“ erhalten, wobei auch die Namensvariante „Wyganów“ vorkommt, wohingegen nach Manfred Vollack der Ort den polnischen Namen „Wygonowo“ erhalten haben soll. 
Heute gehört der Ort zur Gmina Karlino (Stadt- und Landgemeinde Körlin) und dort zum Schulzenamt Mierzyn (Alt Marrin).

## Entwicklung der Einwohnerzahlen
- 1816: 052 Einwohner[5]
- 1864: 090 Einwohner[5]
- 1885: 089 Einwohner[5]
- 1905: 105 Einwohner[5]
- 1925: 102 Einwohner[5]
- 2014: 035 Einwohner[2]